# Anachrostis
Anachrostis é um gênero de traça pertencente à família Arctiidae.

## Espécies
- Anachrostis amamiana Sugi, 1982
- Anachrostis fulvicilia Hampson, 1926
- Anachrostis indistincta Wileman & South, 1917
- Anachrostis marginata Wileman & South, 1917
- Anachrostis metaphaea Hampson, 1926
- Anachrostis minutissima Sugi, 1982
- Anachrostis nigripuncta Hampson, 1893
- Anachrostis nigripunctalis (Wileman, 1911)
- Anachrostis ochracea Hampson, 1926
- Anachrostis rufula Hampson, 1926
- Anachrostis siccana (Walker, 1863)
- Anachrostis straminea Rothschild, 1915